# 輿水秀香
輿水 秀香（こしみず ひでか、1964年10月16日 - ）は、日本の元競泳選手。山梨県出身。1984年ロサンゼルスオリンピック日本代表。200m個人メドレー・400m個人メドレーの元日本記録保持者。

## 経歴
山梨英和中学校・高等学校、山梨英和短期大学卒。
1981年6月、国際試合派遣選考会の400m個人メドレーで5分05秒35の日本新記録を樹立した。8月の日本高等学校選手権でさらに1秒以上更新する新記録5分03秒62で優勝を果たした。
1982年6月、国際試合派遣選考会の400m個人メドレーで2年連続となる5分01秒98の日本新記録を樹立した。8月、アメリカ国際招待試合で4度目の日本新記録となる5分01秒98を出した。11月のアジア競技大会では200m個人メドレーで2位、400m個人メドレーで優勝して、2つのメダルを獲得した。
1984年6月、代表選考会の400m個人メドレーで4分58秒40の日本新記録を樹立し、ロサンゼルスオリンピック日本代表に選出された。ロサンゼルスオリンピックでは、400m個人メドレーB決勝で日本新記録を更新する4分58秒02で7位（全体15位）に入った。

## 主な実績
- 1980年高校総体　400m個人メドレー優勝
- 1981年高校総体　200m個人メドレー優勝[2]　400m個人メドレー優勝
- 1981年日本選手権　400m個人メドレー優勝[3]
- 1982年高校総体　200m個人メドレー優勝
- 1982年アジア競技大会　200m個人メドレー2位　400m個人メドレー優勝
- 1983年日本学生選手権　200m個人メドレー優勝[4]　400m個人メドレー優勝
- 1984年日本学生選手権　200m個人メドレー優勝　400m個人メドレー優勝
- 1985年パンパシフィック選手権　200m個人メドレー7位　400m個人メドレー5位
- 1985年日本選手権　400m個人メドレー優勝
- 1987年日本選手権　200m個人メドレー優勝[5]　400m個人メドレー優勝